# Соня Манойлович
Соня Манойлович (на хърватски: Sonja Manojlović) е видна хърватска поетеса и писателка на произведения в жанра лирика.

## Биография и творчество
Соня Манойлович е родена на 15 март 1948 г. в Загреб, Хърватия, Югославия.
Завършва философия и сравнителна литература във Философския факултет на Загребския университет.
След дипловирането си работи като редактор в няколко литературни издания, творчески секретар на Дружеството на хърватските писатели и е една от създателките на новото Хърватско дружество на писателите. Инициатор е на програма за сътрудничество между хърватски и български писатели.
Авторка е множество поетични книги и книга за проза. Първата ѝ книга, стихосбирката „Tako prolazi tijelo“ (Така преминава тялото), е издадена през 1965 г.
Стиховете ѝ са включени в антологии, наградени и преведени на около двадесет езика – албански, бенгалски, датски, английски, есперанто, френски, гръцки, японски, каталунски, китайски, унгарски, македонски, немски, полски, румънски, руски, словенски, испански, шведски, италиански, украински, включително в издания с избрани стихотворения на английски, френски, полски и румънски.
Соня Манойлович живее със семейството си в Загреб.

### Награди
- 1966 – награда „Седем секретари на SKOJ“
- 1974 – награда „Златна струна“, Смедеревска поетична есен
- 1975 – Печат на град Срем-Карловац
- 2004 – награда „Маслинов венец“, Хърватска редивива, Брач
- 2011 – Плакет на Света Квирина за цялостен принос в хърватската поезия, Поетични срещи на Квирин, Сисак
- 2011 – Голяма награда за средиземноморска поезия – като признание и признателност за отлични постижения в поезията (награда за отлични постижения в поезията – 22-ри световен конгрес на поетите в Лариса, Гърция
- 2013 – Награда на град Загреб 2013 г. – по повод издаването на книгата с поезия „A sa šest labradora na more putovat ću“ (И с шест лабрадора пътувам на море) – за развитие на съвременнана хърватска поезия
- 2013 – 1-ва награда (Кристална писалка) за отлични постижения в поезията на 5-ия Международен фестивал на славянската поезия 2013, Твер, Русия
- 2014 – Награда за върхови постижения, 23-ти Световен конгрес на поетите, Осака, Япония
- 2015 – Международна награда „Майкъл Мадхусудан Дут“ за поетичен принос към световната поезия, Академия Майкъл Мадхусуран, Калкута
- 2016 – награда „Горанов венец“ за поетичен опус и цялостен принос към хърватската литература

## Произведения

### Поезия
- Tako prolazi tijelo (1965)
- Davnog stranca ljubeći (1968)
- Sarabanda (1969)
- Jedan espresso za Mariju (1977)
- Civilne pjesme (1982)
- Babuška (1987)
- Njen izlog darova (1999)
- Vješturkov tanac (2001)
- Upoznaj Lilit (1965.-2002) (2002) – избрана поезия
- Čovječica (2005)
- Pjesme i crteži (2008) – със Саша Шекораня, стихове и рисунки
- Hod na rukama (2010)
- A sa šest labradora na more putovat ću (2012)
- Daj naslov (pjesme i crteži) (2013) – със Саша Шекораня, стихове и рисунки
- Dobri za sve (2016) – с илюстрации от Саша Шекораня
- Gledajući odgovore (2018) – с илюстрации от Саша Шекораня

### Други
- Mama, ja sam don Juan (1978) – кратка проза